# Pasteur Bizimungu

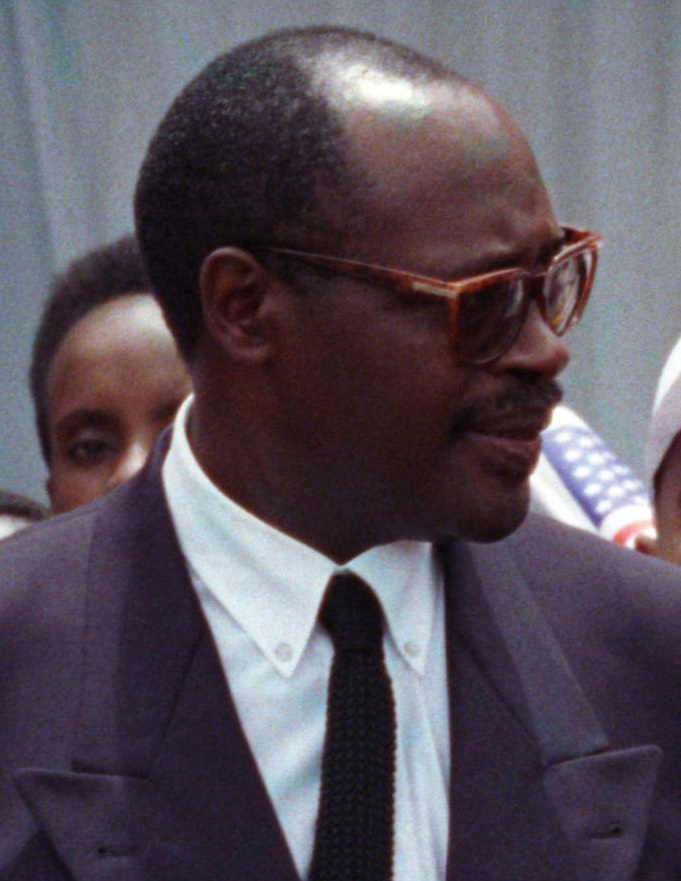
Pasteur Bizimungu (1998)

Pasteur Bizimungu (* April 1950 in Gisenyi) ist ein ruandischer Politiker. Er war vom 19. Juli 1994 bis 23. März 2000 Präsident von Ruanda.
Bizimungu gehört der Kaste der Hutu an. Während des Hutu-Regimes, das bis zum Völkermord 1994 Ruanda kontrollierte, hatte er einige bedeutende Positionen inne, darunter den Posten des Generaldirektors der nationalen Elektrizitätswerke Electrogaz. Nachdem er in den 1980er Jahren als Anhänger des Präsidenten Juvénal Habyarimana galt, distanzierte er sich später immer von den radikalen Hutu und der Politik Habyarimanas.
Nachdem sein Bruder, ein Oberst in der vormals Hutu-dominierten Armee, wahrscheinlich auf Befehl der Hutu-Regierung ermordet wurde, schloss er sich 1990 der rebellischen Ruandischen Patriotischen Front (RPF), einer mehrheitlich von Tutsi aus dem Exil unterstützten, mit der Regierung unzufriedenen Tutsi-Bewegung, an. Nach dem Tode Habyarimanas wurde die Hutu-Führung noch radikaler und begann mit dem Völkermord, woraufhin die RPF ihren Kampf ausweitete, um die Macht in Ruanda zu übernehmen. Im Juli 1994 konnte sie eine Regierung etablieren und der RPF-Führer Paul Kagame wurde zum Vizepräsidenten auserwählt. Bizimungu ernannte man zum Präsidenten, so dass sowohl Hutu als auch Tutsi durch die Regierung repräsentiert wurden.
Während Bizimungus Amtszeit glaubten viele, dass die eigentliche Kontrolle von Kagame ausging. Bizimungu, stellvertretender Vorsitzender der RPF, spürte wachsende Differenzen mit der Regierung über seine Politik neben entstehenden Konflikten mit Kagame. Er trat im März 2000 zurück, und Kagame wurde Präsident.
Im Mai 2001 gründete Bizimungu die Partei für Demokratie und Erneuerung (PDR). Sie wurde sofort von Kagame verboten, angeblich weil die ruandische Regierung glaubte, sie sei eine radikale Hutu-Partei. Bizimungu wurde wegen Fortführung der Partei am 19. April 2002 verhaftet, wegen Staatsgefährdung angeklagt und unter Hausarrest gestellt. Am 7. Juni 2004 wurde er wegen Versuchs der Gründung einer Miliz und Veruntreuung zu 15 Jahren Freiheitsstrafe verurteilt.
Nach einer Begnadigung durch Paul Kagame wurde er am 6. April 2007 freigelassen.

## Belege
1. ↑  Pasteur Bizimungu im Munzinger-Archiv, abgerufen am 2. Januar 2021 (Artikelanfang frei abrufbar)
2. ↑  Rwanda : suivez tous les jours l’actualité du pays – Paul Kagamé – décryptages – infos en temps réel. In: jeune afrique. Abgerufen am 2. Januar 2021 (französisch).
3. ↑  Bizimungu, Pasteur 1951–. In: Encyclopedia.com. Abgerufen am 2. Januar 2021.
4. ↑  Rwanda - Moving forward. In: Britannica. Abgerufen am 2. Januar 2021 (englisch).
5. ↑  Reuters Archive Licensing. Abgerufen am 2. Januar 2021.